# Moravske Toplice
Moravske Toplice (Alsómarác en hongrois) est une commune située dans la région du Prekmurje au nord-est de la Slovénie non loin de la Hongrie. 

## Géographie

### Villages
Les localités qui composent la commune sont Andrejci, Berkovci, Bogojina, Bukovnica, Čikečka vas, Filovci, Fokovci, Ivanci, Ivanjševci, Ivanovci, Kančevci, Krnci, Lončarovci, Lukačevci, Martjanci, Mlajtinci, Moravske Toplice, Motvarjevci, Noršinci, Pordašinci, Prosenjakovci, Ratkovci, Sebeborci, Selo, Središče, Suhi Vrh, Tešanovci et Vučja Gomila.

## Démographie
Entre 1999 et 2021, la population de la commune est restée assez stable, aux alentours de 6 000 habitants,.
Évolution démographique
| 1999  | 2000  | 2001  | 2002  | 2003  | 2004  | 2005  | 2006  | 2007  |
| ----- | ----- | ----- | ----- | ----- | ----- | ----- | ----- | ----- |
| 6 302 | 6 333 | 6 269 | 6 266 | 6 229 | 6 207 | 6 223 | 6 272 | 6 197 |
| 2008  | 2009  | 2010  | 2011  | 2012  | 2013  | 2014  | 2015  | 2016  |
| 6 203 | 6 014 | 6 001 | 5 983 | 5 962 | 5 908 | 5 862 | 5 853 | 5 847 |
| 2017  | 2018  | 2019  | 2020  | 2021  |       |       |       |       |
| 5 831 | 5 826 | 5 812 | 5 837 | 5 958 |       |       |       |       |